# Camillina sandrae
Camillina sandrae är en spindelart som beskrevs av Léon Baert 1994. Camillina sandrae ingår i släktet Camillina och familjen plattbuksspindlar. Inga underarter finns listade.